# Agencia Catalana del Agua
La Agencia Catalana del Agua (ACA, en catalán: Agència Catalana de l'Aigua) es una empresa pública adscrita al Departamento de Territorio y Sostenibilidad de la Generalidad de Cataluña encargada de ejecutar la política del gobierno catalán en materia de aguas.
La agencia fue creada en 2000 y tiene plenas competencias sobre las cuencas internas de Cataluña y competencias compartidas en las cuencas intercomunitarias con la Confederación Hidrográfica del Ebro (cuencas catalanas del Ebro y del Garona) y la Confederación Hidrográfica del Júcar (cuenca catalana del Cenia).